# Ruta Provincial 1 (Buenos Aires)
La Ruta Provincial 1 es una carretera pavimentada de 21 km de extensión en los partidos de La Plata y Berazategui en la provincia de Buenos Aires, República Argentina. Desde su inicio hasta el Cruce Gutiérrez la ruta es parte del Camino General Belgrano, un camino pavimentado entre 1912 y 1916, que es un camino angosto de un carril por sentido de circulación. El resto del recorrido pertenece al Camino Centenario.
Fue parte de la Ruta Nacional 1 (km 34,10 a 54,00) hasta que el gobierno nacional transfirió este camino a la provincia en 1988.

## Localidades
- Partido de La Plata: Tolosa (km 0-2), Ringuelet (km 0-2), límite entre Manuel B. Gonnet y José Hernández (km 2-3), Manuel B. Gonnet (km 3-7), City Bell (km 7-11) y Villa Elisa (km 11-14).
- Partido de Berazategui: Pereyra (km 14-20) y Juan María Gutiérrez (km 20-21).

## Recorrido
A continuación se muestra en el esquema las intersecciones principales presentes en el trayecto.
| CONTgq | ABZq+lr | CONTfq |  |

|  | STR |

| STRl | TBHF | RM+r |  |

|  |  | RM |

|  | RMq | RMIdo | RMq |

|  |  | ABZgr |

|  | WASSERq | WBRÜCKE1 | WASSERq |

|  |  | STR |

|  |  | SKRZ-Go |

|  | STRq | TEEeq |  |

|  |  | STR |

|  | WASSERq | WBRÜCKE1 | WASSERq |

|  |  | STR |

|  | STRq | KRZ | STRq |

|  | STRq | KRZ | STRq |

|  | WASSERq | WBRÜCKE1 | WASSERq |

|  |  | STR |

|  | WASSERq | WBRÜCKE1 | WASSERq |

|  | STRq | KRZ | STRq |

|  |  | STR |

|  | WASSERq | WBRÜCKE1 | WASSERq |

|  | WASSERq | WBRÜCKE1 | WASSERq |

|  |  | STR |

|  | STRq | TEEeq |  |

|  |  | ABZgr |

|  |  | RM |

|  | WASSERq | RMoW2 | WASSERq |

|  |  | RM |

|  | RMq | RMIdu | RMq |

|  |  | RM |

## Sitios de interés

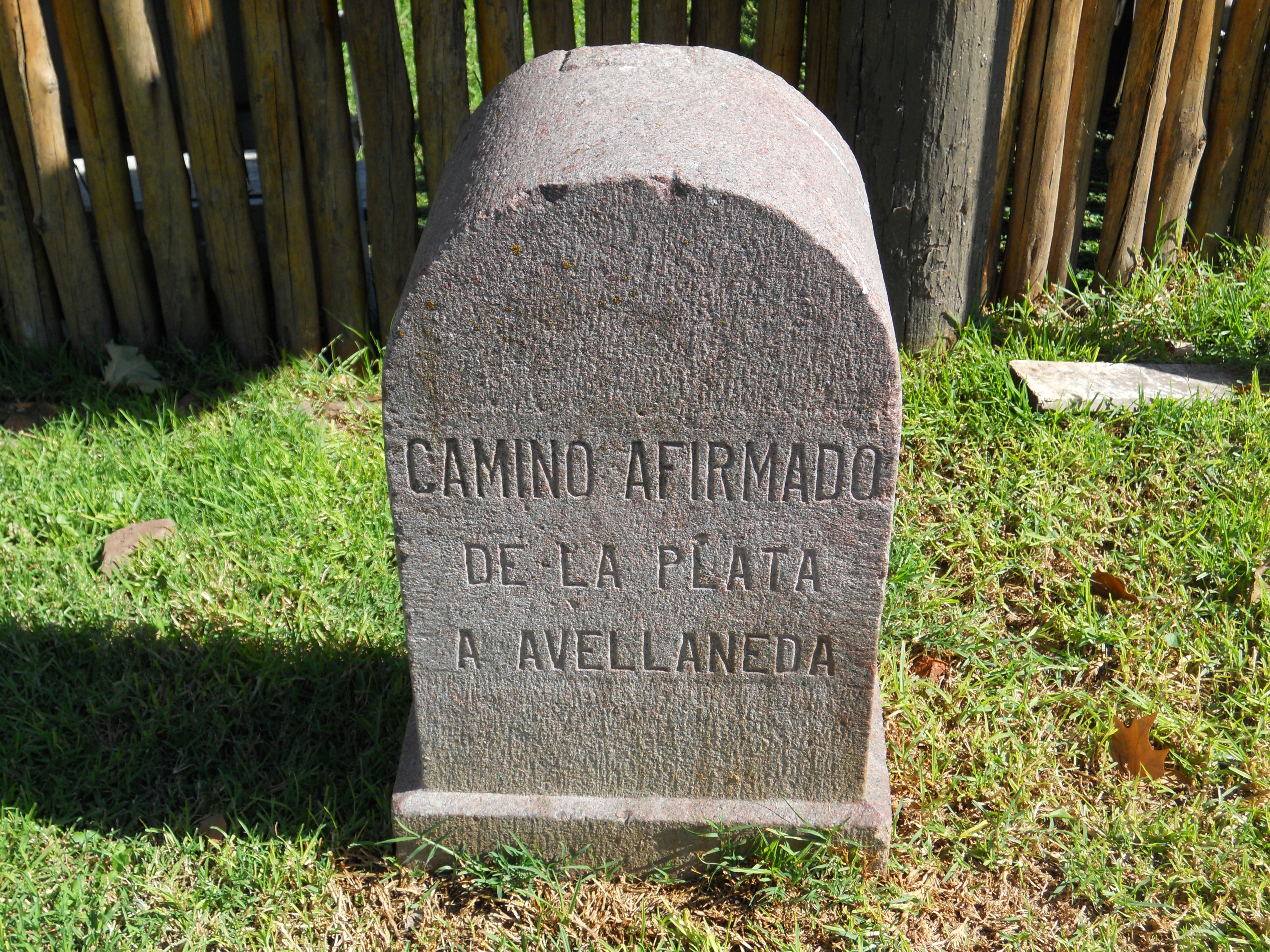
Monolito a la altura de la calle 505 en Gonnet.

El camino atraviesa el Parque Provincial Pereyra Iraola en el Partido de Berazategui y al costado de la carretera, en Manuel B. Gonnet, se encuentra la entrada a la República de los Niños, que es un parque temático municipal de 52 ha.